# Carles Soria Grau
Carles Soria Grau (Igualada, Barcelona, 8 de octubre de 1996) es un futbolista español que juega en la demarcación de defensa para el Volos F. C. de la Superliga de Grecia.

## Trayectoria
Nacido en Igualada, Barcelona, se incorporó a las categorías inferiores del R. C. D. Espanyol en 2009, procedente del Club Gimnàstic Manresa. En la temporada 2015-16, después de terminar su etapa juvenil, fue ascendido al R. C. D. Espanyol "B".
El 1 de junio de 2017 firmó por el AEK Larnaca de Chipre, con el que jugaría competición europea.
Tras la experiencia en Chipre, regresó al R. C. D. Espanyol "B" antes de poner rumbo al Grupo Desportivo Estoril Praia que militaba en la Segunda División de Portugal. Al término de la temporada, lograron el ascenso a la Primeira Liga, pudiendo jugar en la máxima categoría el curso siguiente.
El 12 de julio de 2022 se marchó a Grecia tras fichar por el PAS Giannina para los siguientes tres años. Dejó el club cinco meses antes de expirar su contrato, en enero de 2025, para irse al Lamia F. C. Allí completó la temporada y en junio se unió al Volos F. C.

## Clubes
| Club                  | País     | Año       |
| --------------------- | -------- | --------- |
| R. C. D. Espanyol "B" | España   | 2015-2017 |
| AEK Larnaca           | Chipre   | 2017-2018 |
| R. C. D. Espanyol "B" | España   | 2018-2020 |
| G. D. Estoril Praia   | Portugal | 2020-2022 |
| PAS Giannina          | Grecia   | 2022-2025 |
| Lamia F. C.           | Grecia   | 2025      |
| Volos F. C.           | Grecia   | 2025-     |